# Luqman Hakim
Luqman Hakim Shamsudin (* 5. März 2002 in Kota Bharu) ist ein malaysischer Fußballspieler.

## Karriere

### Verein
Luqman Hakim erlernte das Fußballspielen durch das Nachwuchsprogramm NFDP Malaysia. Seinen ersten Vertrag unterschrieb er am 21. März 2020 beim Selangor FC. Der Verein aus Shah Alam spielte in der ersten malaysischen Liga. Hier kam er jedoch nicht zum Einsatz. Anfang August 2020 wechselte er nach Europa. In Belgien unterschrieb er einen Vertrag beim KV Kortrijk. Mit dem Verein aus Kortrijk spielt er in der ersten belgischen Liga, der Division 1A. Sein Debüt dort gab er am 23. Oktober 2020 im Heimspiel gegen den RSC Anderlecht. Hier wurde er bei der 1:3-Niederlage in der 74. Minute für Petar Golubović eingewechselt. Erst zwei Jahre später in der Saison 2022/23 folgte dann der nächste Ligaeinsatz in der Partie gegen den KVC Westerlo (0:2), als er in der 88. Minute für Felipe Avenatti den Platz betrat.  In der Zwischenzeit war er bei der Reservemannschaft des Klubs aktiv.
Im Dezember 2022 wurde er bei einem Pokalspiel kurz vor Ende eingewechselt. 
Anfang Februar 2023 wurde er an den in der 1. deild karla, der zweithöchsten isländischen Liga spielenden Verein UMF Njarðvík für die Saison 2023 ausgeliehen, die sich in Island nach dem Kalenderjahr richtet.

### Nationalmannschaft
Luqman Hakim nahm 2018 mit der malaysischen U17-Nationalmannschaft an der U16-Asienmeisterschaft im eigenen Land teil. In zwei Gruppenspielen schoss er fünf Tore und wurde gemeinsam mit Noah Botic und Shōji Tōyama Torschützenkönig des Turniers. Seit 2021 spielt er in der malaysischen A-Nationalmannschaft. Sein erstes Spiel für Malaysia absolvierte er am 28. Mai 2021 im Freundschaftsspiel gegen Bahrain. Bei der Südostasienmeisterschaft 2021 in Singapur kam er zu drei Einsätzen. Parallel ist er auch noch für die U-23-Auswahl Malaysias aktiv und wurde dort mit drei Treffern Torschützenkönig der Südostasienspiele.

## Auszeichnungen
- Torschützenkönig der U16-Asienmeisterschaft: 2018 (5 Tore)
- Torschützenkönig der Südostasienspiele: 2021 (3 Tore)